# Discografia de Rufus Wainwright
A discografia de Rufus Wainwright, um cantor e compositor estadunidense/canadense, consiste em sete álbuns de estúdio, três álbuns ao vivo, três coletâneas, três extended plays, três DVDs, nove singles e nove videoclipes. O auto-intitulado álbum de estreia de Rufus Wainwright foi lançado em maio de 1998, sob o selo da DreamWorks Records. Apesar de seu sucesso moderado, Wainwright alcançou a vigésima-quarta posição na parada estadunidense Top Heatseekers, da revista Billboard, além de ser considerado o Melhor Artista Revelação de 1998 pela revista Rolling Stone.
O segundo álbum de estúdio de Wainwright, intitulado Poses, foi lançado pela mesma gravadora em junho de 2001, e dessa vez, resultando no topo da parada Top Heatseekers e a 117ª posição na principal parada de álbuns estadunidense, a Billboard 200.
Com material gravado todo em uma única sessão, Wainwright lançou Want One (pela DreamWorks Records) em setembro de 2003 e Want Two em novembro de 2004 (pela Geffen Records).
O primeiro extended play de Wainwright, Waiting for a Want foi lançado pela DreamWorks em junho de 2004, apresentando canções que posteriormente viriam a ser lançadas no álbum Want Two. Canções deste álbum foram interpretadas no primeiro DVD do cantor, Live at the Fillmore, gravado e lançado no mesmo ano.

## Álbuns

### Álbuns de estúdio
| Ano                                                  | Detalhes do álbum                                       | Melhores posições nas paradas | Melhores posições nas paradas | Melhores posições nas paradas | Melhores posições nas paradas | Melhores posições nas paradas | Melhores posições nas paradas | Melhores posições nas paradas | Melhores posições nas paradas | Melhores posições nas paradas | Melhores posições nas paradas | Certificações (limiares de vendas) |
| Ano                                                  | Detalhes do álbum                                       | EUA                           | AUT                           | BÉL                           | CAN                           | DIN                           | FRA                           | ALE                           | HOL                           | NOR                           | RU                            | Certificações (limiares de vendas) |
| ---------------------------------------------------- | ------------------------------------------------------- | ----------------------------- | ----------------------------- | ----------------------------- | ----------------------------- | ----------------------------- | ----------------------------- | ----------------------------- | ----------------------------- | ----------------------------- | ----------------------------- | ---------------------------------- |
| 1998                                                 | Rufus Wainwright - Formatos: CD, LP                     | —                             | —                             | —                             | —                             | —                             | —                             | —                             | —                             | —                             | 171                           | - Reino Unido - BPI: Prata         |
| 2001                                                 | Poses - Formato: CD                                     | 117                           | —                             | —                             | —                             | —                             | —                             | —                             | —                             | —                             | 132                           | - Canadá - MC: Ouro                |
| 2003                                                 | Want One - Formatos: CD, LP                             | 60                            | —                             | —                             | —                             | —                             | 130                           | —                             | 77                            | —                             | 88                            | - Reino Unido - BPI: Prata         |
| 2004                                                 | Want Two - Formatos: CD, LP                             | 103                           | —                             | 69                            | —                             | —                             | 160                           | —                             | 68                            | —                             | 21                            | - Reino Unido - BPI: Prata         |
| 2007                                                 | Release the Stars - Formato: CD                         | 23                            | 72                            | 22                            | 7                             | 8                             | 53                            | 45                            | 27                            | 4                             | 2                             | - Reino Unido - BPI: Ouro          |
| 2010                                                 | All Days Are Nights: Songs for Lulu - Formatos: CD, LP  | 75                            | 75                            | 52                            | 4                             | 31                            | 160                           | —                             | 38                            | 27                            | 21                            |                                    |
| 2012                                                 | Out of the Game - Formatos: CD, LP                      | 35                            | 32                            | 26                            | 11                            | 5                             | —                             | 22                            | 12                            | 29                            | 5                             |                                    |
| 2015                                                 | Prima Donna - Formatos: CD, LP                          | —                             | —                             | —                             | —                             | —                             | —                             | —                             | —                             | —                             | —                             |                                    |
| 2016                                                 | Take All My Loves: 9 Shakespeare Sonnets - Formatos: CD | —                             | —                             | 89                            | —                             | —                             | —                             | —                             | 53                            | —                             | —                             |                                    |
| "—" indica lançamentos que não entraram nas paradas. |                                                         |                               |                               |                               |                               |                               |                               |                               |                               |                               |                               |                                    |

### Álbuns ao vivo
| Ano  | Detalhes do álbum                                         | Melhor posição nas paradas | Melhor posição nas paradas | Melhor posição nas paradas | Melhor posição nas paradas |
| Ano  | Detalhes do álbum                                         | EUA                        | BÉL                        | HOL                        | RU                         |
| ---- | --------------------------------------------------------- | -------------------------- | -------------------------- | -------------------------- | -------------------------- |
| 2007 | Rufus Does Judy at Carnegie Hall - Formatos: CD           | 171                        | 84                         | 88                         | 171                        |
| 2009 | Milwaukee at Last!!! - Formato: CD                        | —                          | —                          | —                          | —                          |
| 2014 | Rufus Wainwright: Live from the Artists Den - Formato: CD | —                          | —                          | —                          | —                          |

### Coletâneas
| Ano  | Detalhes do álbum                                   | Notas |
| ---- | --------------------------------------------------- | --- |
| 2005 | Want - Formato: CD                                  | - Inclui duas novas faixas: "Chelsea Hotel No. 2" e "In with the Ladies". |
| 2011 | House of Rufus - Formato: CD, DVD                   | - Consiste em um box/coletânea, consistindo em 19 discos no total. Em seu conteúdo, há seis álbuns de estúdio, dois álbuns ao vivo, DVDs e material inédito. |
| 2014 | Vibrate: The Best of Rufus Wainwright - Formato: CD | - Uma edição contendo um disco de luxo com os melhores êxitos do cantor, além de um disco bônus com raridades e gravações de apresentações ao vivo. Na coletânea, duas canções inéditas foram lançadas: "Me & Liza" e "Chic and Pointless", além da primeira inclusão da canção "WWIII" em algum disco do cantor. |

### Extended plays
| Ano  | Detalhes do EP                                                 | Notas                                                                                           |
| ---- | -------------------------------------------------------------- | ----------------------------------------------------------------------------------------------- |
| 2004 | Waiting for a Want - Formato: Download digital                 | - Contém quatro canções até então inéditas, e que posteriormente viriam a aparecer em Want Two. |
| 2005 | Alright, Already: Live in Montréal - Formato: Download digital | - Contém seis faixas ao vivo, gravadas em Montreal.                                             |
| 2007 | Tiergarten - Formatos: Download digital e vinil                | - Disponível digitalmente e lançamento exclusivo em vinil (500 cópias)                          |

## Singles

### Como artista principal
| Ano                                                  | Canção                               | Paradas | Paradas | Paradas  | Álbum                                    |
| Ano                                                  | Canção                               | BÉL     | RU      | EUA Rock | Álbum                                    |
| ---------------------------------------------------- | ------------------------------------ | ------- | ------- | -------- | ---------------------------------------- |
| 2004                                                 | "I Don't Know What It Is"            | —       | 74      | —        | Want One                                 |
| 2004                                                 | "Oh What a World"                    | —       | —       | —        | Want One                                 |
| 2005                                                 | "The One You Love"                   | —       | —       | —        | Want Two                                 |
| 2005                                                 | "Crumb by Crumb"                     | —       | —       | —        | Want Two                                 |
| 2007                                                 | "Hallelujah"                         | —       | 97      | 34       | Trilha sonora de Shrek                   |
| 2007                                                 | "Going to a Town"                    | —       | 54      | —        | Release the Stars                        |
| 2007                                                 | "Rules and Regulations"              | —       | —       | —        | Release the Stars                        |
| 2007                                                 | "Tiergarten"[a]                      | —       | —       | —        | Release the Stars                        |
| 2009                                                 | "Hallelujah" (re-lançamento)         | —       | —       | 34       | Não adicionado à nenhum álbum            |
| 2012                                                 | "Out of the Game"                    | —       | 182     | —        | Out of the Game                          |
| 2012                                                 | "Jericho"                            | —       | —       | —        | Out of the Game                          |
| 2014                                                 | "Me and Liza"                        | 59      | —       | —        | Vibrate: The Best of Rufus Wainwright    |
| 2016                                                 | "A Woman's Face Reprise (Sonnet 20)" | —       | —       | —        | Take All My Loves: 9 Shakespeare Sonnets |
| "—" denota lançamentos que não entraram nas paradas. |                                      |         |         |          |                                          |

a↑  Lançado no formato 12-inch single, com apenas 500 cópias exclusivas; contém o remix "Supermayer Lost in Tiergarten".

### Como artista convidado
| Ano  | Canção                                        | Álbum      |
| ---- | --------------------------------------------- | ---------- |
| 2008 | "To America" (dueto com Joan as Police Woman) | To Survive |

## DVDs
| Ano                                                  | Detalhes do DVD                                                                            | Notas | EUA Vídeo | Certificações       |
| ---------------------------------------------------- | ------------------------------------------------------------------------------------------ | --- | --------- | ------------------- |
| 2004                                                 | Live at the Fillmore - Formato: DVD                                                        | - Acompanhou o lançamento do álbum Want Two, e possui vinte canções apresentadas ao vivo, gravadas na casa de shows The Fillmore em março de 2004.           | 8         |                     |
| 2005                                                 | All I Want - Formato: DVD                                                                  | - Contém um documentário, uma gravação profissional de uma apresentação ao vivo e vários videoclipes.                                                        | —         | - Canadá - MC: Ouro |
| 2007                                                 | Rufus! Rufus! Rufus! Does Judy! Judy! Judy!: Live from the London Palladium - Formato: DVD | - Concerto em tributo a Judy Garland, gravado em Londres em fevereiro de 2007.                                                                               | —         |                     |
| 2009                                                 | Milwaukee at Last!!! - Formato: DVD                                                        | - 23 canções apresentadas ao vivo; filmado em 27 de agosto de 2007 por Albert Maysles no Pabst Theater em Milwaukee, no estado norte-americano do Wisconsin. | —         |                     |
| "—" indica lançamentos que não entraram nas paradas. |                                                                                            | |           |                     |

## Videoclipes
| Ano  | Título                               | Álbum                | Diretor(a)            |
| ---- | ------------------------------------ | -------------------- | --------------------- |
| 1998 | "April Fools"                        | Rufus Wainwright     | Sophie Muller         |
| 2001 | "Cigarettes and Chocolate Milk"      | Poses                | Giles Dunning         |
| 2001 | "California"                         | Poses                | Giles Dunning         |
| 2002 | "Across the Universe"                | I Am Sam             | Len Wisemen           |
| 2005 | "The One You Love"                   | Want Two             | George Scott          |
| 2006 | "The Maker Makes"                    | Brokeback Mountain   | Doug Biro             |
| 2007 | "Going to a Town"                    | Release the Stars    | Sophie Muller         |
| 2007 | "Rules and Regulations"              | Release the Stars    | Petro Papahadjopoulos |
| 2008 | "Zing! Went the Strings of My Heart" | Rufus! Does Judy!... | Russell Thomas        |
| 2012 | "Out of the Game"                    | Out of the Game      | Philip Andelman       |

Nota: Videoclipes promocionais provenientes de gravações de apresentações ao vivo existem para as canções "Beautiful Child", "Hallelujah", "Vibrate", e "Want".

## Outras contribuições

### Em trilhas sonoras
| Ano  | Álbum                                                                   | Canção(ões)                                                          | Gravadora            | Ref.   |
| ---- | ----------------------------------------------------------------------- | -------------------------------------------------------------------- | -------------------- | ------ |
| 1988 | Tommy Tricker and the Stamp Traveller (Les Aventuriers du Timbre Perdu) | "I'm a-Runnin'"                                                      | Les éditions La Fête | [ 36 ] |
| 1997 | The Myth of Fingerprints                                                | "Le Roi D'Ys" "Banks of the Wabash"                                  | Velvel Records       | [ 37 ] |
| 1999 | Big Daddy                                                               | "Instant Pleasure"                                                   | Sony                 | [ 37 ] |
| 2001 | Moulin Rouge!                                                           | "Complainte de la Butte"                                             | Interscope           | [ 37 ] |
| 2001 | Trilha sonora de Shrek                                                  | "Hallelujah"                                                         | DreamWorks           | [ 37 ] |
| 2001 | Zoolander                                                               | "He Ain't Heavy, He's My Brother"                                    | Hollywood Records    | [ 38 ] |
| 2002 | I Am Sam                                                                | "Across the Universe"                                                | V2/BMG               | [ 37 ] |
| 2003 | Stormy Weather: The Music of Harold Arlen                               | "It's Only a Paper Moon" "I Wonder What Became of Me"                | Sony                 | [ 37 ] |
| 2004 | Bridget Jones: The Edge of Reason                                       | "I Eat Dinner (When the Hunger's Gone)" (com a participação de Dido) | Geffen Records       | [ 39 ] |
| 2004 | The Aviator                                                             | "I'll Build a Stairway to Paradise"                                  | Sony                 | [ 40 ] |
| 2005 | Brokeback Mountain                                                      | "King of the Road" (dueto com Teddy Thompson) "The Maker Makes"      | Verve Forecast       | [ 37 ] |
| 2006 | Leonard Cohen: I'm Your Man                                             | "Chelsea Hotel No. 2" "Everybody Knows"                              | Verve Forecast       | [ 41 ] |
| 2006 | The History Boys: The Original Soundtrack                               | "Bewitched"                                                          | Rhino/Wea            | [ 42 ] |
| 2007 | Meet the Robinsons                                                      | "Another Believer" "The Motion Waltz (Emotional Commotion)"          | Walt Disney Records  | [ 43 ] |
| 2012 | Any Day Now                                                             | "Metaphorical Blanket"                                               | Lakeshore Records    | [ 44 ] |
| 2013 | Boardwalk Empire Volume 2: Music from the HBO Original Series           | "Jimbo Jambo"                                                        | ABKCO                |        |

### Em coletâneas
| Ano  | Álbum                                                       | Canção(ões) | Gravadora         | Ref.   |
| ---- | ----------------------------------------------------------- | --- | ----------------- | ------ |
| 2002 | When Love Speaks                                            | "Soneto 29 – When in Disgrace..." | EMI Classics      | [ 37 ] |
| 2003 | Wig in a Box                                                | "The Origin of Love" | Off Records       | [ 37 ] |
| 2003 | Maybe This Christmas Too?                                   | "Spotlight on Christmas" | Nettwerk Records  | [ 37 ] |
| 2005 | Sweetheart 2005: Love Songs                                 | "My Funny Valentine" | Hear Music        | [ 37 ] |
| 2006 | Plague Songs                                                | "Katonah" | 4AD               | [ 37 ] |
| 2006 | Rogue's Gallery: Pirate Ballads, Sea Songs, and Chanteys    | "Lowlands Away" (com Kate McGarrigle) | ANTI-             | [ 37 ] |
| 2007 | Sounds Eclectic: The Covers Project                         | "Harvest" (com Chris Stills) | Hear Music        | [ 37 ] |
| 2007 | Stockings by the Fire                                       | "What are You Doing New Year's Eve?" | Hear Music        | [ 45 ] |
| 2008 | Groupes de Pamplemousse                                     | "Il pleure dans mon cœur" (composed music) | Jajou Productions | [ 46 ] |
| 2008 | Born to the Breed: A Tribute to Judy Collins                | "Albatross" | Wildflower        | [ 37 ] |
| 2009 | War Child Presents Heroes                                   | "Wonderful/Song for Children" | Parlophone        | [ 47 ] |
| 2012 | Every Mother Counts 2012                                    | "Instead of the Dead" | Hear Music        |        |
| 2013 | Sing Me the Songs: Celebrating the Works of Kate McGarrigle | "Kiss and Say Goodbye" "Southern Boys" "Entre Lajeunesse et la sagesse" "I Eat Dinner" "First Born" "Walking Song" "I Am a Diamond" "I Cried for Us" "Oliver" "Dink's Song" "Love Over and Over" | Nonesuch          |        |

### Em álbuns de outros artistas
| Ano  | Artista                 | Álbum                                           | Canção(ões)                                                                               | Descrição                                                      | Ref.          |
| ---- | ----------------------- | ----------------------------------------------- | ----------------------------------------------------------------------------------------- | -------------------------------------------------------------- | ------------- |
| 1983 | Kate & Anna McGarrigle  | Love Over and Over                              | "A Place in Your Heart"                                                                   | Artista convidado                                              | [ 37 ]        |
| 1990 | Kate & Anna McGarrigle  | Heartbeats Accelerating                         | "I'm Losing You"                                                                          | Artista convidado                                              | [ 37 ]        |
| 1991 | Vários artistas         | Songs of the Civil War                          | "Better Times are Coming" "Hard Times Come Again No More"                                 | Vocalista convidado (com Kate & Anna McGarrigle) backing vocal | [ 37 ]        |
| 1998 | Cecil Seaskull          | Whoever                                         | "La Song"                                                                                 | Artista convidado                                              | [ 37 ]        |
| 1998 | Kate & Anna McGarrigle  | The McGarrigle Hour                             | "Schooldays" "What'll I Do?" "Heartburn" "Talk to Me of Mendocino" "Goodnight Sweetheart" | Artista convidado, e vocais de apoio em várias outras faixas   | [ 48 ] [ 49 ] |
| 1999 | Shoofly                 | Dirty White Town                                | "You Don't Know"                                                                          | Artista convidado                                              | [ 37 ]        |
| 1999 | Vários Artistas         | Gzowski in Compilation                          | "Talk to Me of Mendocino"                                                                 | Artista convidado                                              | [ 50 ]        |
| 2000 | Teddy Thompson          | Teddy Thompson                                  | "So Easy" "Missing Children"                                                              | Artista convidado co-compositor                                | [ 37 ]        |
| 2000 | Kiki and Herb           | Do You Hear What We Hear?                       | "Those Were the Days"                                                                     | Artista convidado                                              | [ 51 ]        |
| 2001 | Jordi Rosen             | Madame Xavier                                   | "Three Angels" "Mistletoe"                                                                | Vocais de apoio                                                | [ 52 ]        |
| 2001 | Elton John              | Songs from the West Coast                       | "American Triangle"                                                                       | Vocais de apoio                                                | [ 37 ]        |
| 2002 | Julianna Raye           | Restless Night                                  | "More Wine"                                                                               | Co-compositor, vocalista                                       | [ 37 ]        |
| 2002 | Kristian Hoffman        | &                                               | "Scarecrow"                                                                               | Vocalista                                                      | [ 37 ]        |
| 2002 | Linda Thompson          | Fashionably Late                                | "All I See"                                                                               | Artista convidado                                              | [ 37 ]        |
| 2004 | David Byrne             | Grown Backwards                                 | "Au Fond du Temple Saint"                                                                 | Vocalista                                                      | [ 37 ]        |
| 2005 | Antony and the Johnsons | I Am a Bird Now                                 | "What Can I Do?"                                                                          | Vocais principais                                              | [ 37 ]        |
| 2005 | Kiki and Herb           | Kiki and Herb Will Die for You                  | "Those Were the Days"                                                                     | Vocalista secundário                                           | [ 53 ]        |
| 2005 | Martha Wainwright       | Martha Wainwright                               | "Don't Forget" "The Maker"                                                                | Vocais vocais de apoio                                         | [ 54 ]        |
| 2005 | Jason Hart              | If I Were You                                   | "Mona Lisas and Mad Hatters"                                                              | Vocalista secundário                                           | [ 55 ]        |
| 2005 | Burt Bacharach          | At This Time                                    | "Go Ask Shakespeare"                                                                      | Vocais principais                                              | [ 56 ]        |
| 2006 | Jane Birkin             | Fictions                                        | "Waterloo Station"                                                                        | Compositor                                                     | [ 57 ]        |
| 2006 | Sloan Wainwright        | Life Grows Back                                 | "Tired of Wasting Time"                                                                   | Dueto                                                          | [ 37 ]        |
| 2006 | Pet Shop Boys           | Concrete                                        | "Casanova in Hell"                                                                        | Vocalista principal                                            | [ 37 ]        |
| 2007 | Teddy Thompson          | Upfront & Down Low                              | "My Blue Tears"                                                                           | Instrumentos de cordas                                         | [ 58 ]        |
| 2007 | Linda Thompson          | Versatile Heart                                 | "Beauty"                                                                                  | Composição                                                     | [ 59 ]        |
| 2007 | Ann Wilson              | Hope & Glory                                    | "A Hard Rain's a-Gonna Fall"                                                              | Artista convidado                                              | [ 37 ]        |
| 2008 | Martha Wainwright       | I Know You're Married But I've Got Feelings Too | "The George Song"                                                                         | Artista convidado                                              | [ 60 ]        |
| 2008 | Joan as Police Woman    | To Survive                                      | "To America"                                                                              | Artista convidado                                              | [ 61 ]        |
| 2008 | Mareva Galanter         | Happy Fiu                                       | "Serge et Jane"                                                                           | Artista convidado                                              | [ 62 ]        |
| 2008 | Marianne Faithfull      | Easy Come, Easy Go                              | "Children of Stone"                                                                       | Artista convidado                                              | [ 37 ]        |
| 2009 | Loudon Wainwright III   | High Wide & Handsome: The Charlie Poole Project | "Old and Only in the Way"                                                                 | Vocais de apoio                                                | [ 37 ]        |
| 2009 | Rosanne Cash            | The List                                        | "Silver Wings"                                                                            | Artista convidado                                              | [ 63 ]        |
| 2009 | Shirley Bassey          | The Performance                                 | "Apartment"                                                                               | Compositor                                                     | [ 64 ]        |
| 2010 | Marlango                | Life in the Treehouse                           | "The Answer"                                                                              | Vocais de apoio, piano                                         | [ 37 ]        |
| 2010 | Josh Groban             | Illuminations                                   | "Au Jardin des Sans-Pourquoi"                                                             | Co-compositor                                                  | [ 37 ]        |
| 2011 | Lulu Gainsbourg         | From Gainsbourg to Lulu                         | "Je Suis Venu Te Dire Que Je M’en Vais"                                                   | Vocalista                                                      |               |
| 2011 | Ben Folds               | The Best Imitation of Myself: A Retrospective   | "Careless Whisper"                                                                        | Artista convidado                                              |               |
| 2012 | Loudon Wainwright III   | Older Than My Old Man Now                       | "The Days That We Die"                                                                    | Artista convidado                                              |               |
| 2013 | Pink Martini            | Get Happy                                       | "Kitty Come Home"                                                                         | Artista convidado                                              |               |
| 2013 | Pink Martini            | Get Happy                                       | "Get Happy/Happy Days"                                                                    | Artista convidado                                              |               |
| 2013 | Robbie Williams         | Swings Both Ways                                | "Swings Both Ways"                                                                        | Artista convidado                                              |               |